# Kanton Ferney-Voltaire
Ferney-Voltaire is een voormalig kanton van het Franse departement Ain. Het kanton maakte deel uit van het arrondissement Gex. Het werd opgeheven bij decreet van 13 februari 2014, met uitwerking op 22 maart 2015.

## Gemeenten
Het kanton Ferney-Voltaire omvatte de volgende gemeenten:
- Ferney-Voltaire (hoofdplaats)
- Ornex
- Prévessin-Moëns
- Saint-Genis-Pouilly
- Sauverny
- Sergy
- Thoiry
- Versonnex